# José María Albariño
José María Albariño (Buenos Aires, 9 de septiembre de 1794 - Buenos Aires, 17 de abril de 1867) fue un militar argentino, que participó de las guerras de independencia y de las guerras civiles de su país.
Era el hijo de un inmigrante gallego, y el menor de los hermanos de Domingo Albariño, militar que murió fusilado como gobernador de la provincia de Maynas, en el Perú. Siendo aún un adolescente, se incorporó como cadete al escuadrón de Húsares y participó en el combate de Miserere y en la Defensa contra la segunda invasión inglesa de Buenos Aires. Fue ascendido al grado de subteniente, y quedó durante años en reserva en la capital, mientras se iniciaba la guerra de independencia.
A los 20 años de edad y con el grado de capitán, fue enviado a incorporarse al Ejército del Norte, participando en la batalla de Sipe-Sipe; cuando el ejército fue obligado a retirarse hacia el sur, abandonó los cuerpos de línea y se incorporó a las fuerzas del gobernador salteño Martín Miguel de Güemes. Durante los años siguientes participó en los complejos combates de la guerra gaucha a la que las Provincias Unidas del Río de la Plata debe en parte haber mantenido su independencia.
En 1825 fue ascendido al grado de teniente coronel y al año siguiente pasó a retiro. Se reincorporó al ejército provincial porteño en 1829, tras el golpe de Estado de Juan Lavalle contra el gobernador Manuel Dorrego; a órdenes del primero luchó contra las fuerzas de Juan Manuel de Rosas y terminó exiliado en el Estado Oriental del Uruguay tras la victoria federal.
Se incorporó al ejército unitario del general Lavalle en algún momento del año 1840, participando en la invasión a Entre Ríos: fue uno de los jefes de la caballería en las batallas de don Cristóbal —tras la cual fue ascendido a coronel— y de Sauce Grande. Tras la frustrada invasión a la provincia de Buenos Aires, durante la retirada subsiguiente dirigió un ala de caballería en la batalla de Quebracho Herrado. Derrotado y muerto el general Lavalle, se exilió nuevamente en el Uruguay y se instaló en Montevideo en 1841.
Durante el sitio de la ciudad por las fuerzas de Manuel Oribe estuvo varias veces al frente de la Legión Argentina, división de la defensa de la ciudad formada por exiliados unitarios, sucediendo en el cargo al general Eustoquio Díaz Vélez. Regresó a Buenos Aires tras la batalla de Caseros, y nuevamente estuvo al frente de fuerzas defensivas durante un sitio, esta vez por parte del general federal Hilario Lagos. Fue su última actuación militar, y durante los años siguientes figuró como jefe del "batallón pasivo" de la Guardia Nacional.
Fue elegido diputado nacional en 1857 y miembro de la Convención Constituyente para la reforma constitucional de 1860. En 1864 fue uno de los 28 oficiales superiores veteranos de la guerra de Independencia que firmaron el «Petitorio de la Unión Americana al Congreso»; se trataba de una solicitud para que el Congreso de la Nación actuara en defensa de la República del Perú en ocasión de la ocupación española de las islas Chincha; al año siguiente estallaban, casi simultáneamente, la guerra del Pacífico y la del Paraguay, y la iniciativa quedó en nada.
Albariño falleció en su ciudad natal en abril de 1867.
La estación Albariño, en el oeste de la provincia de Buenos Aires, homenajea con su nombre a este militar.